# المركز الإسلامي الثقافي في لشبونة
المركز الإسلامي الثقافي في لشبونة، (بالإنجليزية: Islamic Cultural Center in Lisbon)‏، (بالبرتغالية :Centro Cultural Islâmico em Lisboa)، هو مركز إسلامي وثقافي، ومسجد في البرتغال. تم إنشاء المسجد في عام 1966م، بعد عدة مطالبات من سكان لشبونة بإنشاء مسجد للصلاة، ووضع حجر الأساس للمسجد في عام 1979م، وبعد ست سنوات، في عام 1986م، تم افتتاح المسجد والمركز الإسلامي، بدعم عدة دول إسلامية.

## نشأة المركز
كانت البداية الحقيقية لإنشاء مسجد في لشبونة في عام 1966، عندما ذهب 10 من سكان لشبونة ، خمسة منهم مسلمون وخمسة غير مسلمين، ليقابلوا رئيس بلدية المدينة ومطالبته بالسماح للمسلمين بإنشاء مسجد للصلاة. لكن البلدية في تلك السنة رفضت. ثم وصل في عام 1968، عدد من الطلاب المسلمين من المستعمرات البرتغالية السابقة وتحديدًا الموزامبيق للدراسة في لشبونة. ولم يكن هناك مكان ليقيموا فيه الصلاة. وهكذا بدأوا في إنشاء لجنة للمطالبة بوجود مسجد.

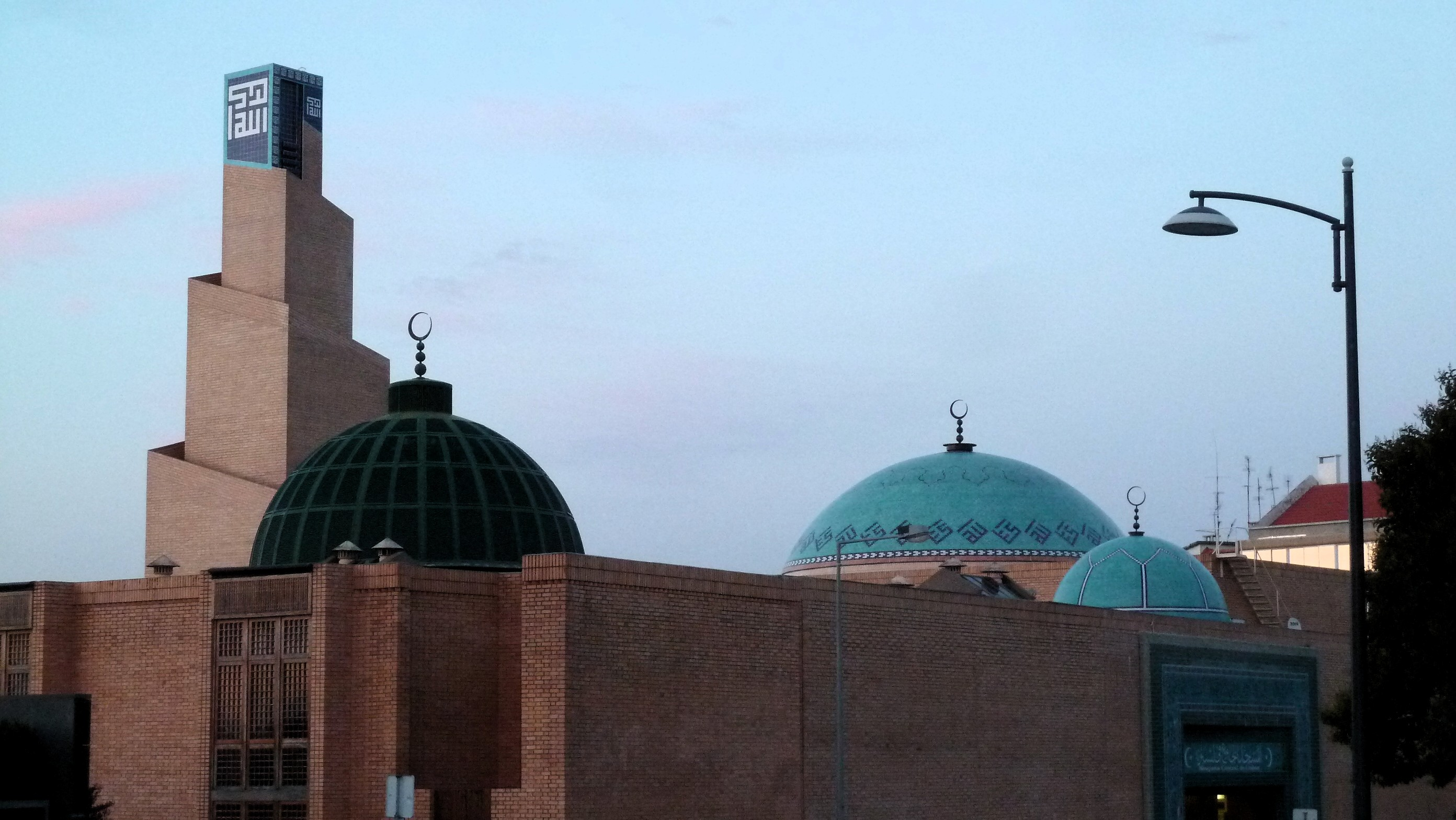
المركز الإسلامي الثقافي ومسجد لشبونة

وفي السبعينيات من القرن العشرين تحديدًا سنة 1975 ،ازداد عدد المهاجرين من المستعمرات السابقة الذين قدموا إلى لشبونة ليسكنوا فيها من دول مثل أنغولا والموزمبيق وغينيا بيساو وهناك عناصر مسلمة تعود جذورها إلى أصول هندية باكستانية. لذلك في عام 1977 ، قام رئيس البلدية آن ذاك في اجتماع للمجلس البلدي باقتراح إعطاء أرض للجالية المسلمة كي يبنوا مسجدًا عليها. وافق المجلس وأعطيت قطعة الأرض التي بني عليها المركز الإسلامي الثقافي.
وفي عام 1979، تم وضع حجر الأساس للمسجد. وبعد ست سنوات، في عام 1986 ، تم افتتاح المسجد والمركز الإسلامي. وللحصول على تمويل لبناء المركز قامت لجنة الأمناء بالاتصال بحكومات عدة دول إسلامية مثل المملكة العربية السعودية والكويت والإمارات العربية المتحدة وعمان وليبيا ومصر وباكستان وإيران. تجاوبت هذه الدول مع طلب اللجنة وتم جمع تبرعات منهم بالإضافة إلى تبرعات جمعت من المسلمين في البرتغال لإنهاء المرحلة الأولى من البناء. بدأ جمع التبرعات عام 1978، وجاءت الدفعة الأولى بتوجيه من الملك خالد بن عبد العزيز آل سعود في السنة نفسها ، وثم دفعة ثانية في عام 1979م.
وفي عام 1981م ، تم تغيير اسم الشارع الذي أقيم فيه المركز إلى «روا ديل موسكيتا» أو شارع المسجد. وحضر الحفل سلمان بن عبد العزيز الذي جلب معه آخر دفعة تبرع بها الملك خالد. كما قدم للمركز هدية قيمة وهي قطعة من كسوة الكعبة ما زالت تتوسط أحد جدران المسجد حتى اليوم. وقد وصلت تبرعات المملكة العربية السعودية خلال هذه السنوات إلى اثني مليون ونصف المليون دولار أميركي.

## شعار المركز
لا إكراه في الدين. ولا يحاول المركز نشر الدعوة بين غير المسلمين بالقوة، بل بإظهار صورة الإسلام الحقيقية لهم من خلال زياراتهم للمركز واطلاعهم على أصول الدين والتعرف على المسلمين والتحدث إليهم. وهنالك اثنين أو ثلاث حالات من الدخول في الإسلام كل شهر. ويتم متابعة المعتنقين الجدد ومساعدتهم لفهم أصول الدين وتعلم اللغة العربية واحتضانهم في المجتمع الإسلامي الذي يدور في فلك المركز الإسلامي الثقافي في لشبونة. ويوجد حالات من الدخول في الإسلام لها علاقة بزواج غير المسلم من فتاة مسلمة، فيحضر الشخص إلى المركز ويشهر إسلامه ويتم تعليمه أصول الدين.
لا يستفيد المركز من أية مساعدات مالية من الدولة البرتغالية لأنها دولة علمانية بالرغم من أن معظم سكان البرتغال من المسيحيين الكاثوليك بالإضافة إلى جالية يهودية كبيرة وحتى هؤلاء لا تقدم الدولة لهم أية مساعدة.

## نشاطات المركز
للمركز الإسلامي الثقافي في لشبونة عدة أنشطة اجتماعية وتعليمية منها :

### النشاط الاجتماعي
النشاط الاجتماعي يتلخص بمساعدة المحتاجين من المسلمين وغير المسلمين من سكان لشبونة. فقبل عيد ميلاد السيد المسيح بأسبوع يقدم المركز وجبات يومية لمائتي محتاج. وهذا النشاط أصبح عمره خمس سنوات ويستفيد منه المئات من المعوزين سنويًا. كما يتسلمون علبة مساعدات فيها المواد الغذائية الأساسية مثل الأرز والسكر والطحين والزيت إلخ. كما يقوم المركز بجمع الملابس للمحتاجين وذلك على مدار السنة ويتم توزيعها على غير المسلمين.

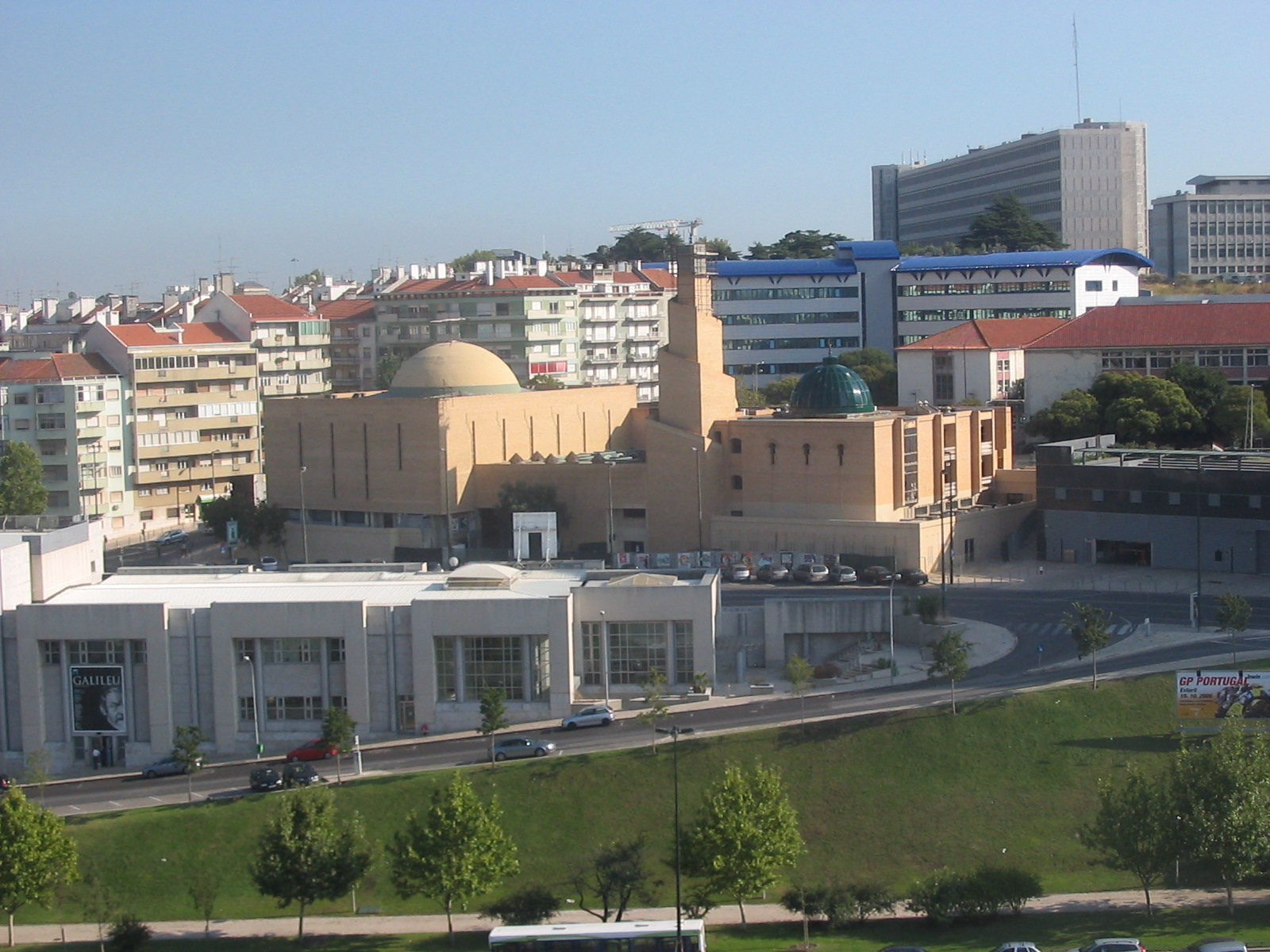
المركز الإسلامي الثقافي والمسجد

ومنذ عام 2011، ينظم المركز نشاطًا يسمى «شوربا للجميع» حيث يقدم وجبة طعام كاملة في يوم معين من كل شهر للمحتاجين من مسلمين وغير مسلمين. وقدم المركز في عام 2011،ألفين ومائتي وجبة لهؤلاء.
وخلال شهر رمضان يقدم المركز وجبة إفطار مجانية لحوالي 1000 شخص يوميًا وذلك من خلال جمع تبرعات من الجالية المسلمة ومن الدول الإسلامية.
ويعتبر المسجد التابع للمركز الإسلامي الثقافي في لشبونة أهم مسجد في البرتغال بالرغم من وجود مصليات ومساجد عديدة في البلد. فما يميز هذا المسجد أنه أنشئ ليكون مسجدًا منذ وضع حجر الأساس وهو يشكل رمزًا للجالية المسلمة في البرتغال خاصة وأن المسجد مميز من حيث عمارته والنقوش الموجودة فيه ويعتبر معلمًا من معالم عاصمة البرتغال لشبونة .
ويتميز المركز الإسلامي الثقافي في لشبونة بانفتاحه على العلماء الذين يحضرون من دول إسلامية مختلفة لإلقاء محاضرات وإقامة ندوات في المركز، بعيدًا عن التجاذبات السياسية أو العقائدية السائدة في العالم الإسلامي وذلك ضمن سياسة الانفتاح وتقبل الآخر والوسطية التي ينادي لها المركز.
ويوجد في المركز مكان لغسل الميت وتحضيره للجنازة. وبعد الصلاة على الميت يتم نقله إلى المقبرة الإسلامية التابعة للمركز. وأرض المقبرة تبرعت بها الحكومة البرتغالية كمساهمة ودعم للجالية المسلمة.
كما يتم عقد القران في قاعة من قاعات المركز، حيث يتم توثيق عقد الزواج ويجتمع أقرباء العروسين وأصدقاؤهم للاحتفال بالمناسبة السعيدة. ويقدم المركز قاعة الطعام الموجودة فيه لمثل هذه المناسبات حيث تقدم وجبات حلال، ويجري الاحتفال وفق التقاليد الإسلامية.

### النشاط التعليمي

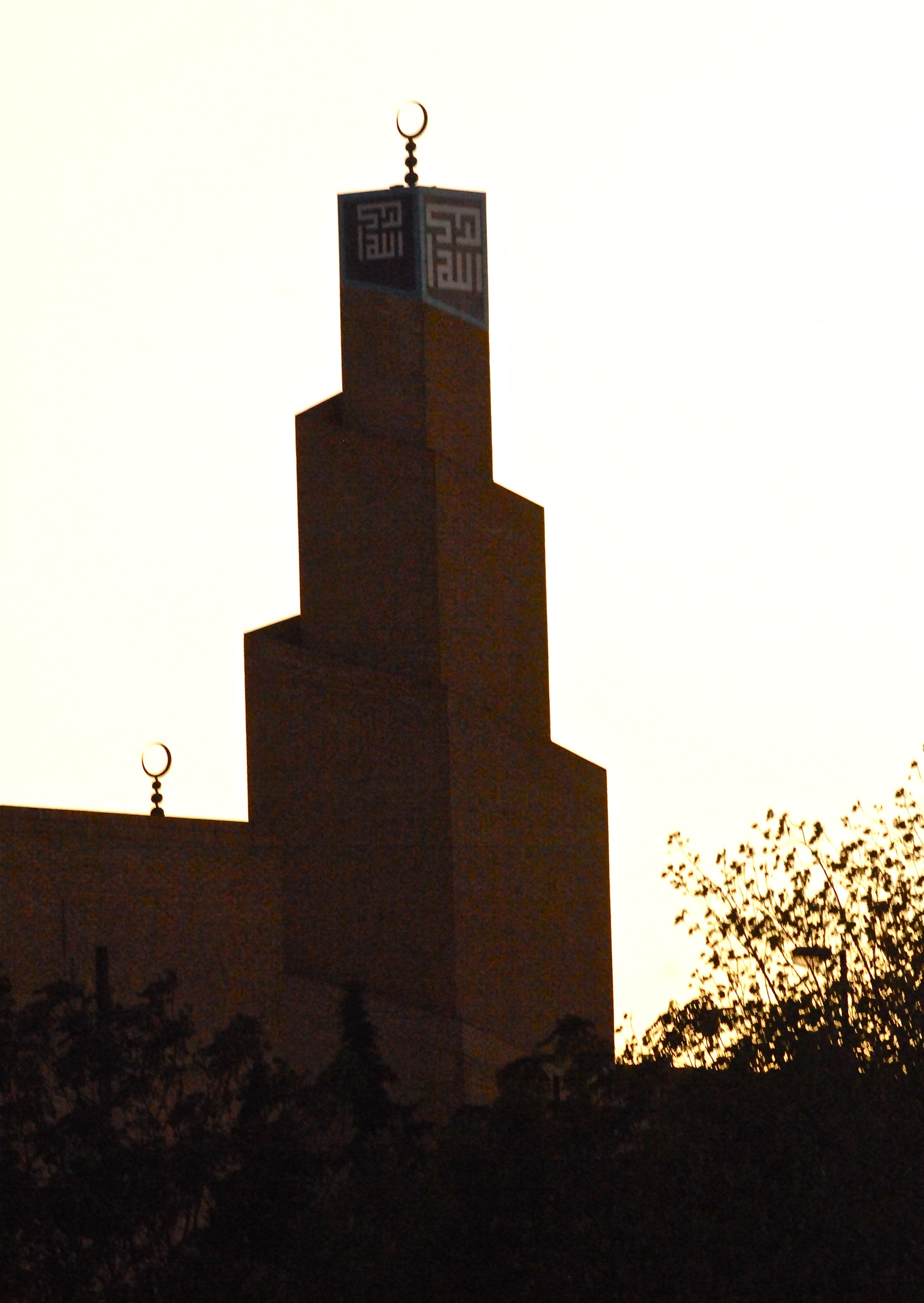
مئذنة المركز ومسجد لشبونة

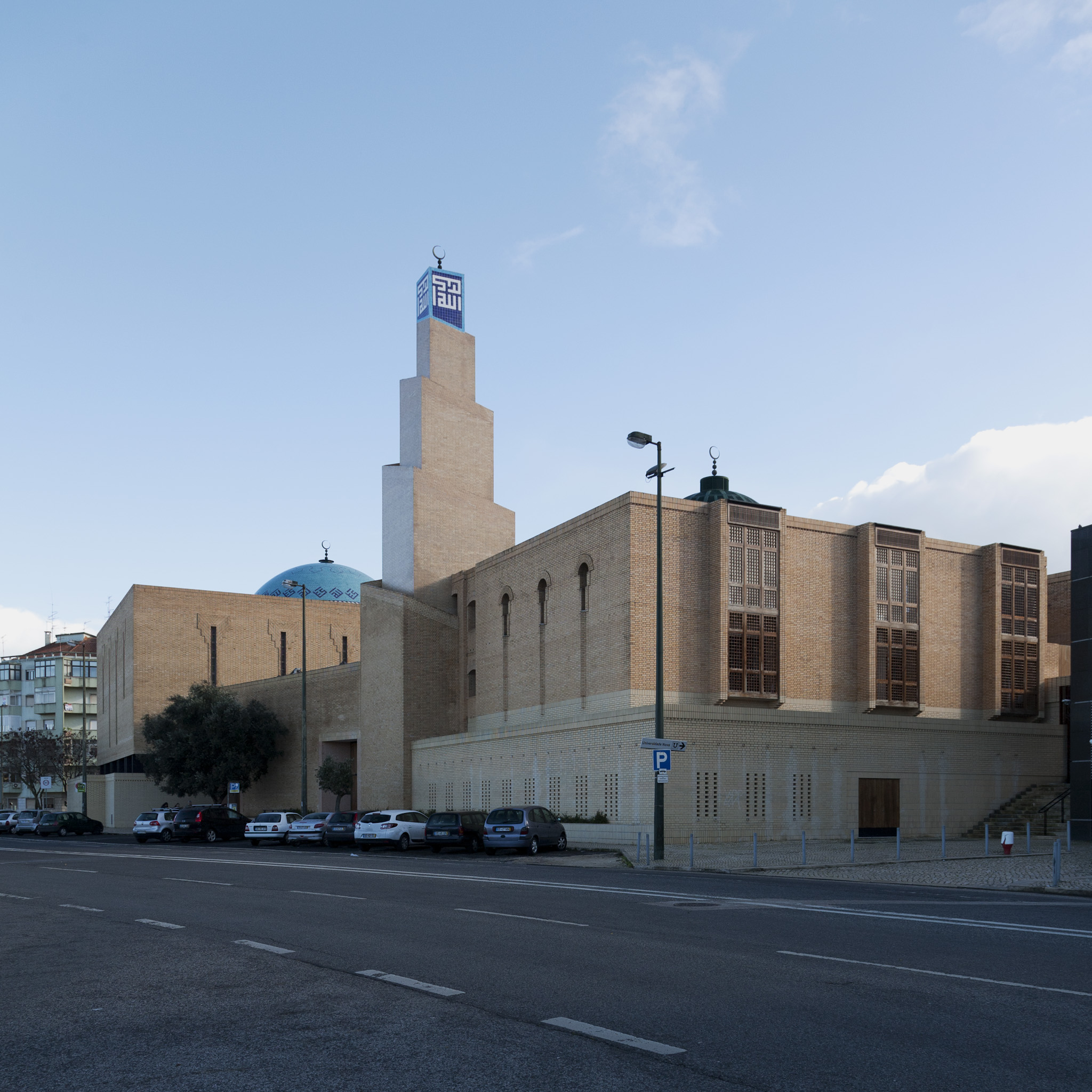
المركز الإسلامي الثقافي ومسجد لشبونة

يعتبر النشاط التعليمي من أهم أنشطة المركز مدرسة لتعليم العربية ومبادئ التربية الإسلامية للصغار. هذه المدرسة تضم أكثر من ثلاث مائة تلميذ وتلميذة أعمارهم ما بين السادسة إلى الخامسة عشر. هؤلاء يدرسون العربية ومبادئها ويدرسون مبادئ تعليم الإسلام خاصة ، وإنهم ولدوا في البرتغال ولا يتقنون اللغة العربية. المركز يعتني بهم حتى ينشأوا تنشئة صالحة يعرفون كيف يقرأون كتاب الله وكيف يصلون ويقيمون شعائر دينهم.
مدرسة تعليم العربية للكبار أنشئت لتعليم كبار السن اللغة العربية سواء كانوا مسلمين أو غير مسلمين. يوجد في المركز عدد من القاعات كلها مليئة بطلاب وطالبات من مختلف الجنسيات التي تعيش في لشبونة وخاصة البرتغاليين منهم الذين تجذبهم الثقافة والحضارة العربية. في هذه المدرسة أكثر من 400 طالب وطالبة من مختلف الجنسيات يأتون كل خميس وسبت ليتعلموا العربية في المركز.
يوجد أيضًا مدرسة معتنق الإسلام، التي تعتني بمعتنقي الإسلام الجدد. فواجب المركز الإسلامي الثقافي في لشبونة أن يعتني بهم ويعلمهم الدين الإسلامي الوسطي السمح البسيط بسهولة حتى لا يستمعوا إلى آخرين يشككونهم فيما يفعلون أو يعلمونهم أشياء خاطئة عن الإسلام. هذه المدرسة تستقبل هؤلاء يوم السبت من كل أسبوع.
من المدارس المهمة، مدرسة لتعليم النساء. تعمل على مدار الأسبوع تعتني بالنساء وتعلمهن مبادئ اللغة العربية ومن ثم تعتني بهن وتدرس لهن فقه المرأة إلى غير ذلك من الأمور التي تخص النساء.
أيضًا يضم المركز مدرسة تحفيظ القرآن الكريم لمختلف الأعمار. فللصغار مدرسة يقوم عليها اثنان من المحفظين الذين يتقنون القراءات ويعينون الصغار على حفظ كتاب الله وإتقان تلاوته. هذه المدرسة تعمل يوم السبت والأربعاء.
أيضًا مدرسة لتحفيظ القرآن للكبار. ويعتني بالطلبة إمام المسجد الشيخ منير الذي حفظ كتاب الله ، وتعمل أيضا يوم الاثنين والخميس في المساء.

## التفاعلات

### على مستوى الدولة
تتفاعل الدولة البرتغالية بشكل مستمر مع المسلمين ، والمركز الإسلامي الثقافي في لشبونة خاصة، الذي يقيم العديد من الأنشطة التي لها علاقة بحوار الأديان. أهم هذه النشاطات حصل خلال زيارة الدالاي لاما في عام 2008، للبرتغال وتمت دعوته إلى المركز الإسلامي الثقافي. وكانت هذه المرة الأولى في حياته التي يزور فيها الدالاي لاما مسجدًا . وقد صرح الدالاي لاما أنه كان يومًا مميزًا في حياته ولن ينساه أبدًا وقد تعرف عن كثب على الإسلام والمسلمين.

### على مستوى الزوار
يستقبل المركز العديد من الزوار من ديانات مختلفة على مدار العام حتى إن رؤساء جمهورية البرتغال أصبحوا يزورون المركز بعد تسلمهم السلطة مما يدل على الدور المميز الذي يقوم به المركز الإسلامي الثقافي في لشبونة . والمركز يفتح أبوابه للجميع ويروج للإسلام الوسطي السمح الذي يتقبل الآخر. يستقبل المركز 9000 آلاف طالب سنويًا  يقومون بزيارته والتعرف على الإسلام والمسلمين مما يساهم في تصحيح المفاهيم الخاطئة لدى البرتغاليين عن الإسلام والمسلمين.

## معرض الصور

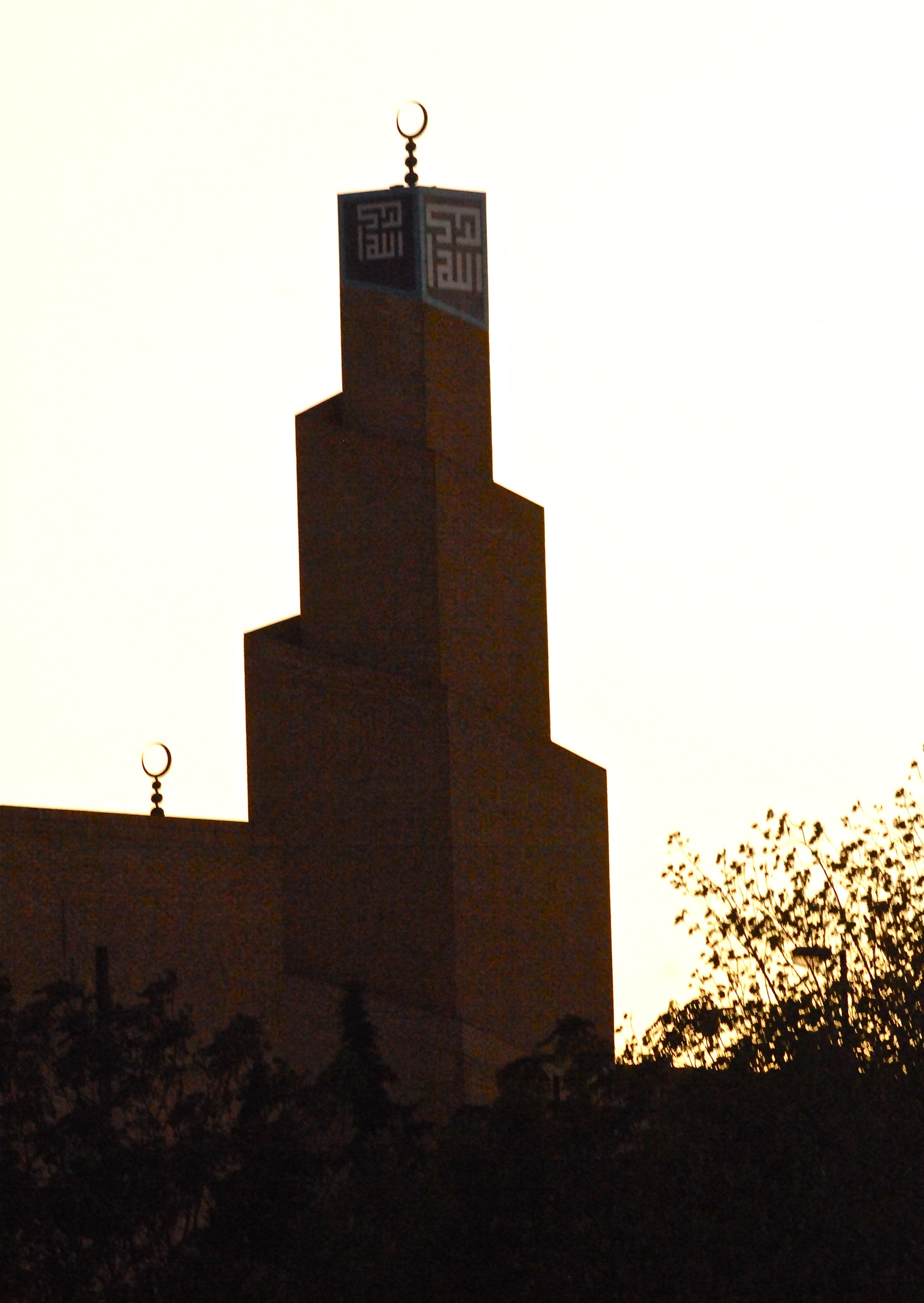
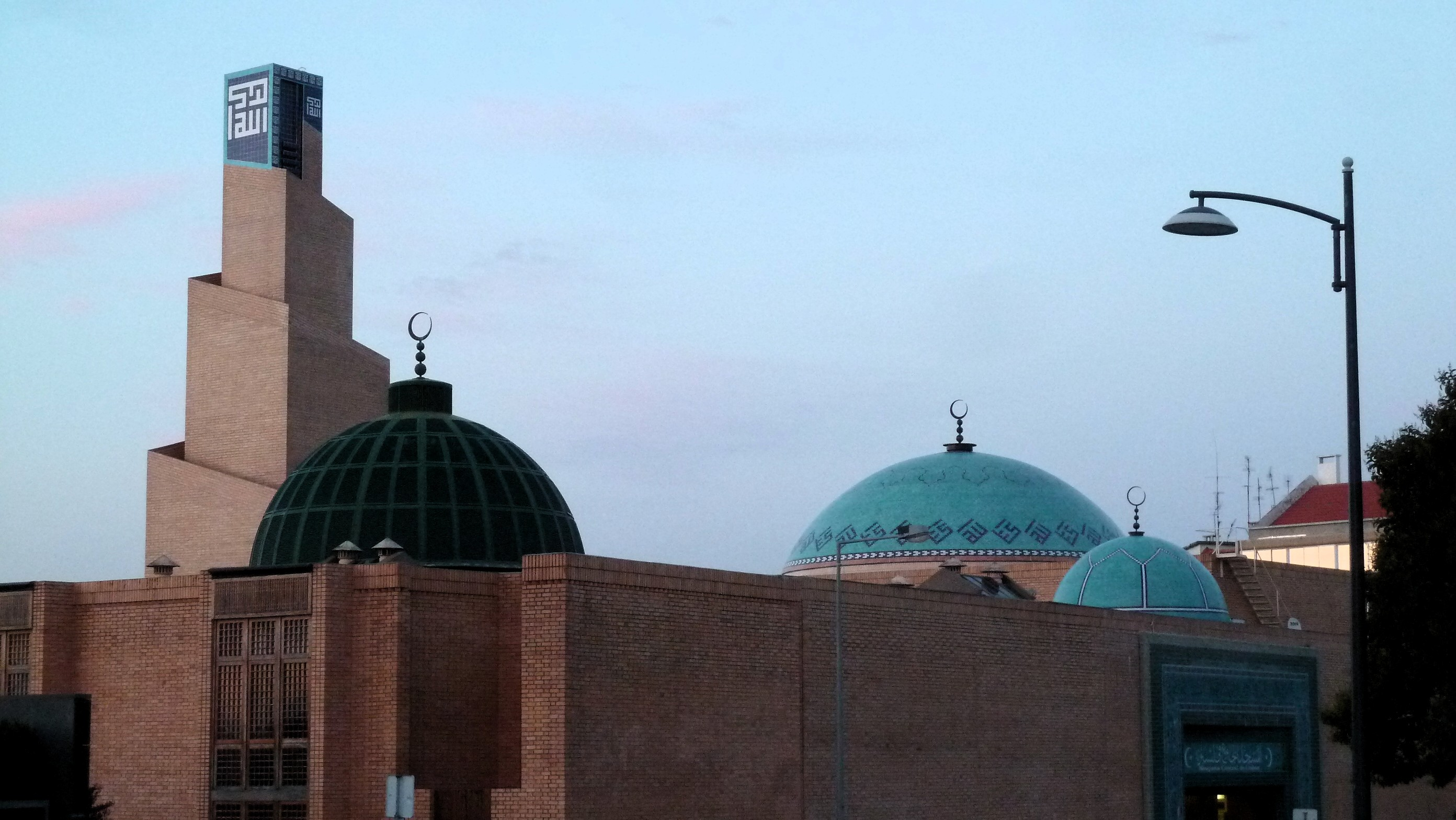
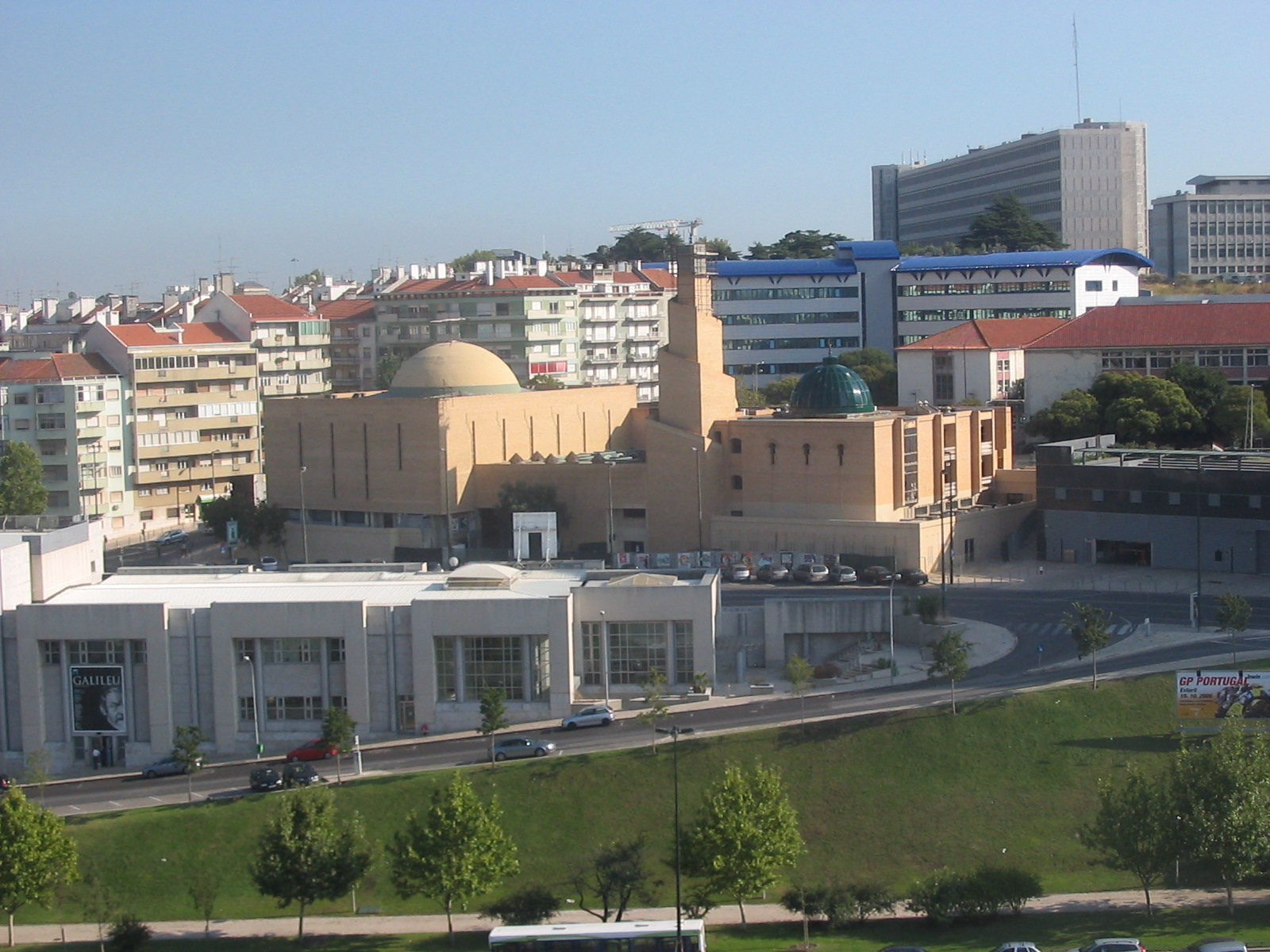
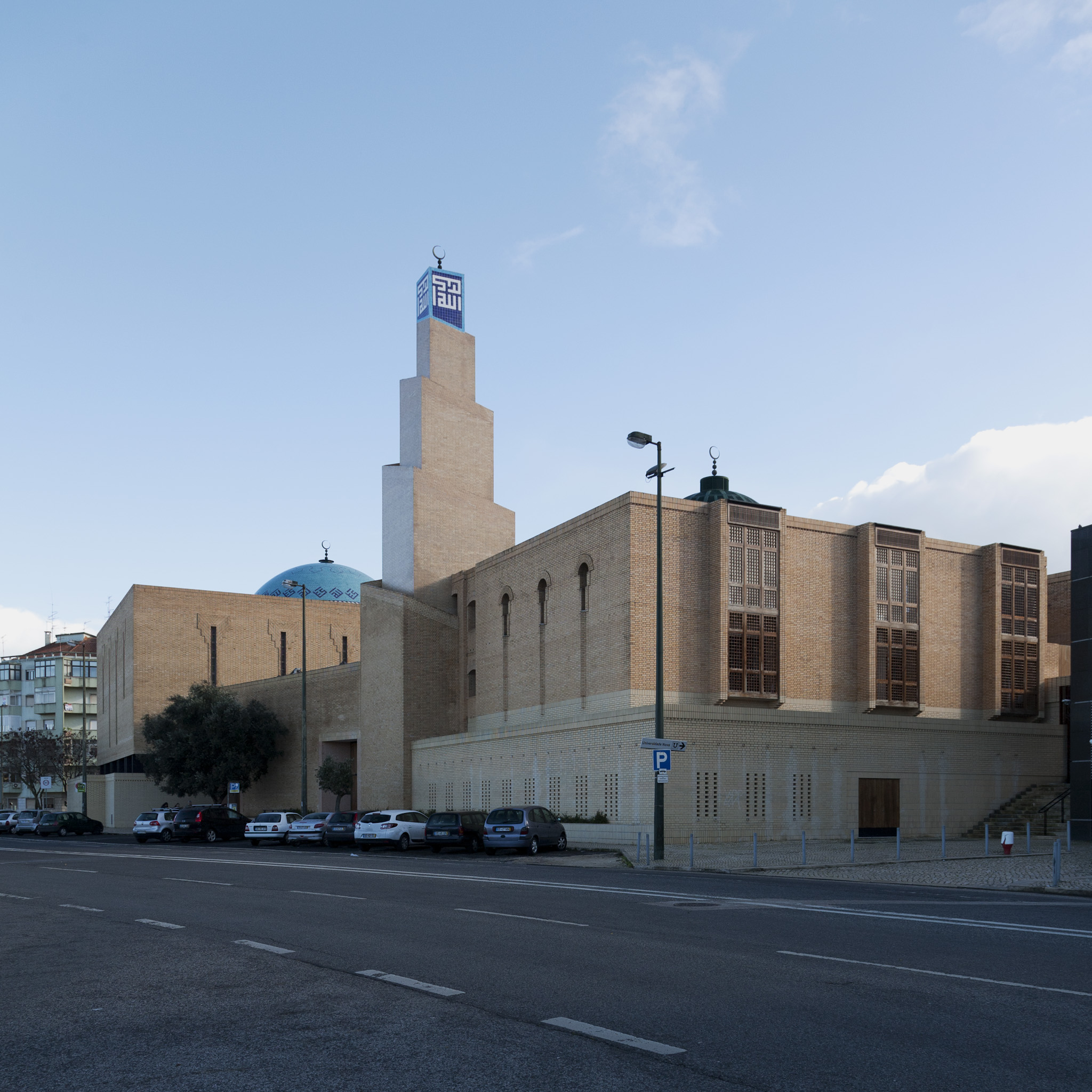